# Graula
La graula (Corvus frugilegus) és un ocell membre de la família Corvidae dins de l'ordre dels passeriformes. Fa 45-47 cm de llargada. Les plomes del cap, clatell i espatlles són particularment denses i sedoses.
És un ocell resident (no migrador) a Gran Bretanya i la major part d'Europa central, vagant a Islàndia i nord d'Escandinàvia, també es troba una raça a Àsia. Va ser introduït a Nova Zelanda a mitjan segle xix i va constituir una plaga agrícola i d'allí en va essent erradicat. Predominantment menja cucs de terra i larves d'insectes, també menja gra, fruits, petits mamífers i ous d'altres ocells.